# Leptonema machadoi
Leptonema machadoi är en nattsländeart som beskrevs av G. Marlier 1965. Leptonema machadoi ingår i släktet Leptonema och familjen ryssjenattsländor. Inga underarter finns listade i Catalogue of Life.